# Sarcosoma globosum
Sarcosoma globosum o caldero de bruja, es una especie de hongo de la familia Sarcosomataceae. Descrito por primera vez en 1793 por Casimir Christoph Schmidel. Johann Xaver Robert Caspary lo transfirió al género Sarcosoma en 1891.
También conocido como panqueque carbonizado,  es un hongo casi amenazado nativo del norte de Europa. Raramente visto en algunas partes del noreste de América del Norte, particularmente en la región de los Grandes Lagos .  Para sorpresa de los biólogos, en 2021 se encontró en el norte de Columbia Británica . 
El caldero de brujas es un hongo ascomiceto o saco, lo que significa que su estructura microscópica utiliza el asca, una célula portadora de esporas, para la reproducción sexual. Es un detritívoro, por lo que sobrevive alimentándose de materia vegetal en descomposición, mayormente de hojarasca. Se encuentra en bosques de abetos y actualmente no tiene ningún uso humano. 

## Descripción y distribución
El Sarcosoma globosum se estudia con mayor frecuencia en el norte de Europa, regularmente en Suecia. Sin embargo, su población ha estado en declive durante los últimos 50 años. La preferencia de este organismo de un suelo rico en nutrientes cerca de ríos y arroyos dentro de bosques de abetos ha provocado la extinción del mismo en varios países de Europa central .
Es nativa de Canadá, República Checa, Estonia, Finlandia, Letonia, Noruega, Polonia, Rusia, Suecia, Ucrania y Estados Unidos. Ha sido clasificada como extirpada en Alemania, Lituania y Eslovaquia.

## Ecología
El caldero de bruja se encuentra a lo largo de arroyos y riachuelos en el norte de Europa, donde ha sido estudiado y observado más exhaustivamente en Estonia, Finlandia y Suecia, mientras que en Noruega se ha extinguido casi por completo. Los cuerpos fructíferos del Sarcosoma globosum se describen como grandes, redondos y con forma de barril, de 5 a 10 centímetros de diámetro. De color marrón oscuro e incluso negruzco, el caldero de las bruja puede ser brillante y aterciopelado con una sustancia gelatinosa en su interior. Sus cuerpos fructíferos se aplanan y arrugan con el tiempo.
La llamativa apariencia del hongo ha hecho que sea fácil de detectar para los turistas, quienes luego informan sus hallazgos a museos e investigadores . 

## Amenazas para su conservación
Algunos hábitats de este hongo han sido destruidos debido a la actividad humana asociada a la expansión urbana, como la construcción de carreteras y casas, o la silvicultura. Sin embargo, cierta degradación antropogénica del hábitat ha permitido que la especie prospere. El bosque denso no es adecuado para el Sarcosoma globosum y, por lo tanto, la introducción de ganado de pastoreo en el agrobosque permitió que el hongo floreciera en la década de 1950. La especie parece crecer bien en zonas de tala selectiva, pero no puede persistir en bosques que alguna vez han sido talados por completo . 
Este hongo ascomiceto está incluido en la lista roja nacional o clasificado como raro en 12 países y regiones de Europa.  La EPA sueca desarrolló un plan de acción de especies para Sarcosoma globosum desde 2010 a 2014.